# Sally Oldfield
Sally Patricia Oldfield (Dublín, 1947) és una compositora i cantant nascuda a Irlanda, germana del també compositor i guitarrista Mike Oldfield, amb el qual va formar durant un duo musical de curta vida, The Sallyangie. Entre els seus discos senzills destaquen Mirrors, Silver Dagger i Flaming Star.

## Infància i joventut
Nascuda el 3 d'agost de 1947 a Dublín, Irlanda, Oldfield va ser criada en la fe catòlica romana de la seva mare, Maureen. Passant la seva infància a Reading, Berkshire (Anglaterra). Oldfield va estudiar ballet des dels quatre anys i va guanyar nombroses competicions en tots els estils de la dansa, incloent ballet, claqué i moderna. A l'edat d'onze anys, va guanyar una beca a la Royal Academy of Dancing, llavors situada a Holland Park, Londres, i dos anys més tard va ser triada per passar a la Royal Ballet School a White Lodge. No obstant això, va abandonar el ballet dos anys més tard, aconseguint tres nivells A del grau A. Va estudiar piano clàssic fins al grau 7. Tots els anys d'escola els va cursar St Joseph's Convent School, de Reading, on es va fer amiga de Marianne Faithfull. Oldfield va continuar llegint literatura i filosofia anglesa a la Universitat de Bristol.

## Discografia
- Waterbearer (1978)
- Easy (1979)
- Celebration (1980)
- Playing in the Flame (1981)
- In Concert (1982)
- Strange Day in Berlin (1983)
- Femme (1987)
- Instincts (1988)
- Natasha (1990)
- The Flame (1992)
- Three Rings (1994)
- Secret Songs (1996)
- Flaming Star (2001)
- Absolutely Chilled (2003)
- Cantadora (2009)
- Arrows of Desire (2012)
- The Enchanted Way (2018)